# Karl Wilhelm von Kupffer
Karl Wilhelm von Kupffer (ur. 14 listopada 1829 w Lesten koło Mitawy, zm. 16 grudnia 1902 w Monachium) – niemiecki anatom i histolog. Opisał komórki gwiaździste wątroby, znane dziś jako komórki Kupffera lub Kupffera-Browicza.

## Życiorys
Był najstarszym synem pastora Karla Hermanna Kupffera (1797–1860). Studiował na Uniwersytecie w Dorpacie, tytuł doktora medycyny otrzymał w 1854 roku. Następnie odbył podróż naukową po Europie, zwiedzając w latach 1856–1957 kliniki i laboratoria w Wiedniu, Berlinie i Getyndze. Jego nauczycielami byli, między innymi, Emil du Bois-Reymond i Johannes Peter Müller. W 1858 powrócił do Dorpatu i pracował jako prosektor w instytucie anatomicznym przy macierzystej uczelni do 1865. W 1866 otrzymał katedrę anatomii na Uniwersytecie Chrystiana Albrechta w Kilonii, a w latach 1875–1880 wykładał anatomię na uniwersytecie w Królewcu. Od 1880 do 1901 był profesorem histologii i kuratorem instytutu anatomicznego na Uniwersytecie Ludwika i Maksymiliana w Monachium.

## Dorobek naukowy
Kupffer zajmował się histologią, anatomią i embriologią. Poświęcił szereg prac budowie żołądka i wątroby. Jako profesor anatomii w Królewcu otrzymał zadanie zbadania czaszki Immanuela Kanta.

## Wybrane prace
- De medulla spinalis textura in ranis ratione imprimis habita indolis substantiae cinereae. Dorpat: 1854. Brak numerów stron w książce
- Kupffer, Bidder: Untersuchungen über die Textur des Rückenmarks und die Entwicklung seiner Formelemente. Leipzig: 1857. Brak numerów stron w książce
- De embryogenesi apud chironomos observationes. Kiel: 1866. Brak numerów stron w książce
- Beobachtungen über die Entwicklung der Knochenfische. „Arch Mikroskop Anat”. 4, s. 209–272, 1868.
- Das Verhältnis der Drüsennerven zu Drüsenzellen. „Arch Mikroskop Anat”. 9, s. 387–395, 1873.
- Über Differenzierung des Protoplasmas an den Zellen tierischer Gewebe. „Schr. d. naturwiss. Ver. f. Schleswig-Holstein”, s. 229–242, 1875.
- Über Sternzellen der Leber. „Arch Mikroskop Anat”. 12, s. 353–358, 1876.
- Kupffer, Bessel-Hagen: Immanuel Kants Schädel. Königsberg: 1880. Brak numerów stron w książce
- Über den Nachweis der Gallenkapillaren und spezifischen Fasern in den Leberläppchen durch Färbung. „Sitzungsber. d. Ges. f. Morphol. u. Physiol”. 5, s. 82–86, 1889.
- Über Sternzellen der Leber. „Anat Anz”. 14, s. 80–86, 1898.
- Über die sog. Sternzellen der Säugetierleber. „Arch Mikroskop Anat Entwicklungsgeschichte”. 54, s. 254–288, 1899.